# Hrvati u Venezueli
Hrvati u Venezueli (špa. Inmigración croata en Venezuela) su osobe u Venezueli s punim, djelomičnim, ili većinskim hrvatskim podrijetlom, ili u Hrvatskoj rođene osobe s prebivalištem u Venezueli. Procjenjuje se da u Venezueli živi oko 5.000 hrvatskih iseljenika i njihovih potomaka. Hrvati i njihovi potomci u Venezueli najviše naseljavaju: Caracas, Maracaibo, Valenciju, Meridu, Maracay, Ciudad Bolivar i Otok Margaritau. Prve veće skupine doseljenika došle su u Venezuelu nakon 2. svjetskog rata, prva u kolovozu 1947. Bili su to politički emigranti kojih se u poratnim godinama uselilo oko 800.
Prvu cjelovitu monografiju o Hrvatima u Venezueli i prvu koja je ikad o njima napisana napisao je Ante Laušić 2007. godine.

## Kultura
U Venezueli djeluje pet hrvatskih organizacija. Od njih su tri neprofitabilna društva koja su članovi Hrvatskog svjetskog kongresa (HSK), Hrvatski odbor za Venezuelu, Hrvatsko - Venezuelanski Centar, Društvo Hrvatska žena. Pored njih postoje Venezuelansko-hrvatska gospodarska komora i Hrvatski dom. U Venezueli ne postoji katolička misija. U Venezueli svi Hrvati i njihovi potomci su venezuelanski državljani. Oko 350 osoba osim venezuelanskog imaju i hrvatsko državljanstvo, jer Venezuela prihvaća dvojno državljanstvo.
U Valenciji je neko vrijeme djelovala nogometna momčad "Croacia". Vodeće mjesto u novinstvu imao je "Vjesnik Društva Hrvata u Venezueli" (1952. – 2004.). Od 1962. djeluje Hrvatski radio sat. Iste godine bila je pokrenuta i Hrvatska subotnja škola za podučavanje djece o hrvatskoj povijesti i kulturi.
Iako je hrvatska zajednica u Venezueli mala, dala je nekoliko poznatih osoba kao što su glumica Gabriela Španić, književnik Mladen Beg, slikar i pjesnik Luis Lukšić, a najveća imena su Mirko Sančević i Zdravko Sančević, poznati znanstvenik, diplomat, javni radnik i profesor.

## Zanimljivosti
- U razdoblju od 1950. godine do danas Hrvati i njihovi potomci izdali su 118 knjiga i knjižica. Dio knjiga je predstavljen na Međunarodnom sajmu knjiga u Zagrebu. Od navedenog broja 29 knjiga su djela fra Augustina Agustinovića i vjerskog karaktera na španjolskom jeziku.

## Poveznice
- Dodatak:Popis poznatih venezuelanskih Hrvata